# Pont Burrard
Pour les articles homonymes, voir Burrard.

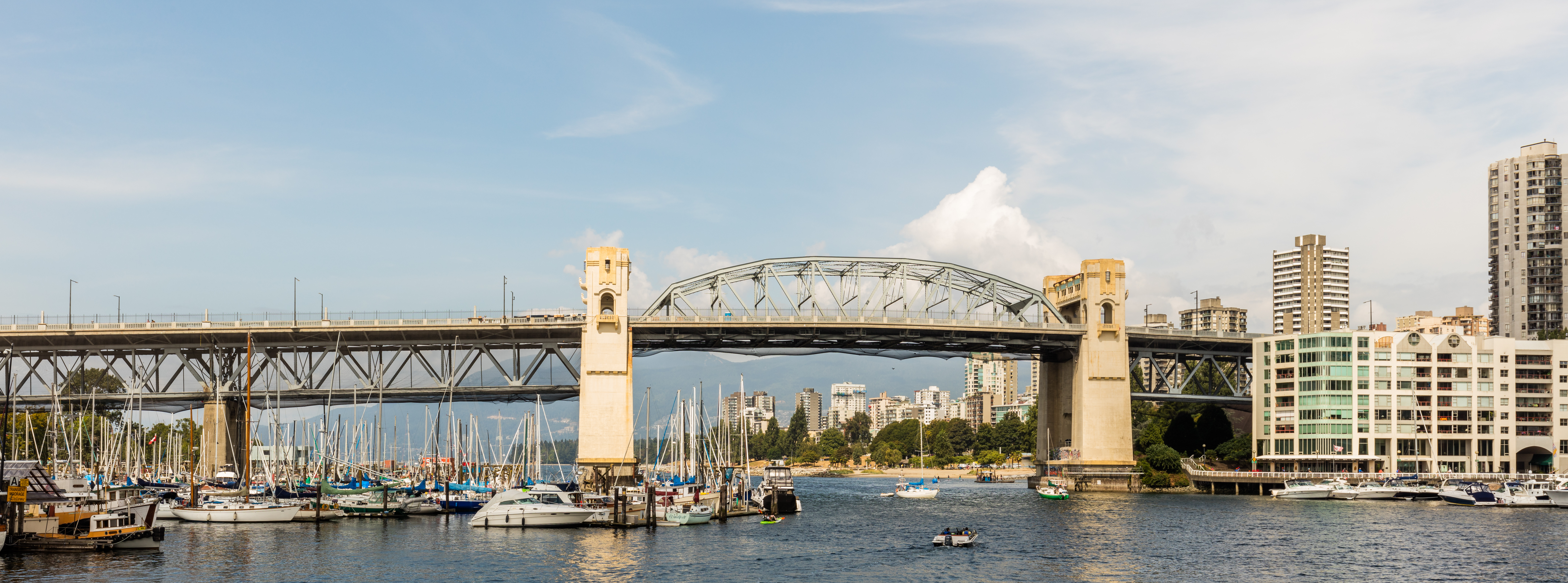
Vue du pont Burrard (Burrard Bridge)

Le pont Burrard (en anglais Burrard Bridge) parfois appelé pont de la rue Burrard (Burrard Street Bridge) est un pont à cinq voies construit dans le style art déco entre 1930 et 1932 au-dessus de la baie de False Creek (une extension de la baie Burrard) qui pénètre au cœur de la ville de Vancouver en Colombie-Britannique au Canada. Le pont Burrard est situé dans le prolongement de la rue Burrard Street.

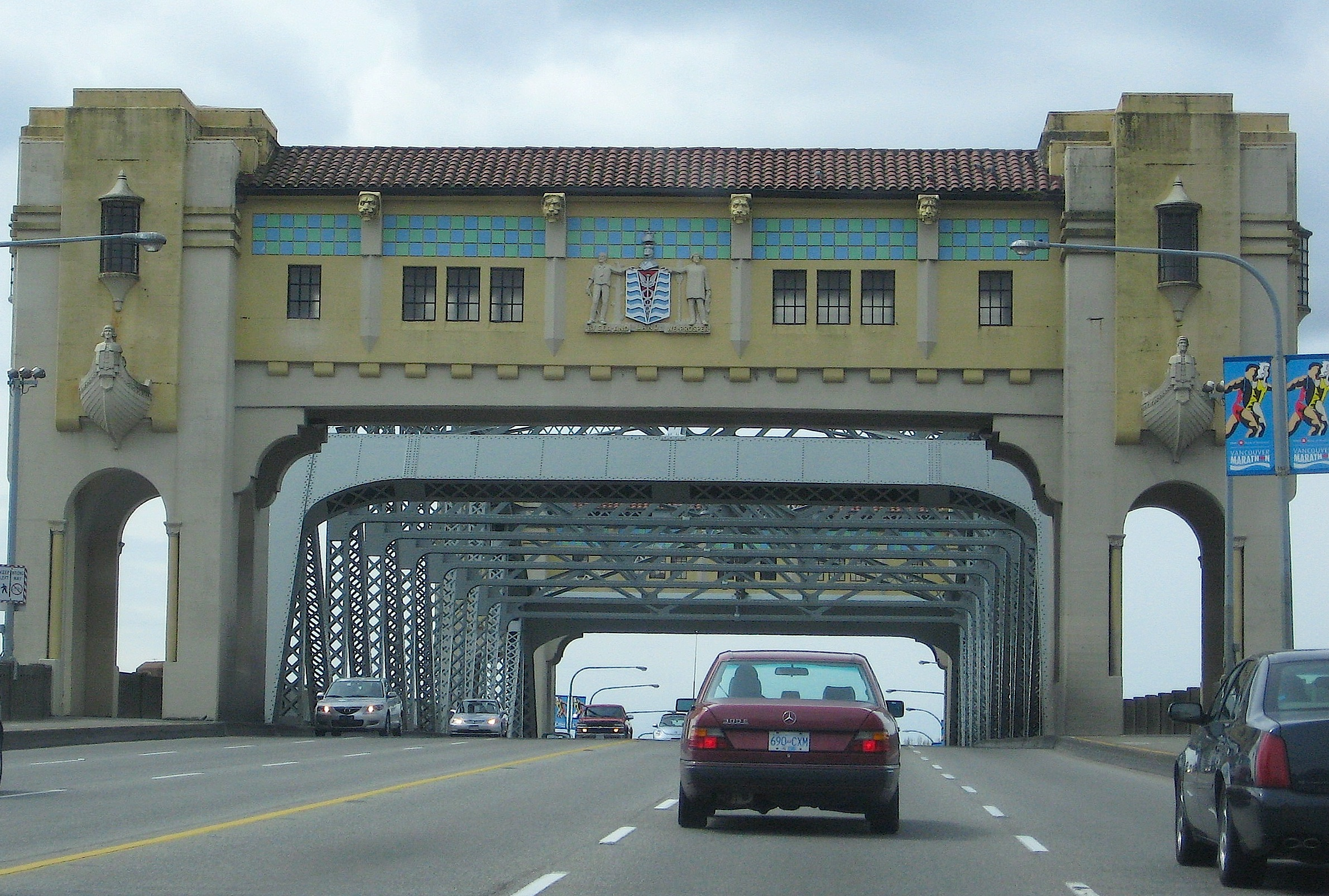
Le pont Burrard vu selon son axe principal